# Sweep (film 1920)
Sweep è un cortometraggio muto del 1920 diretto da W.P. Kellino.

## Produzione
Il film fu prodotto dalla Will o' Wisp Comedies (Gaumont British Picture Corporation).

## Distribuzione
Distribuito dalla Gaumont British Distributors, il film - un cortometraggio in una bobina - uscì nelle sale cinematografiche britanniche nel marzo 1920.